# P.T.O.: Pacific Theater of Operations II
P.T.O. - Pacific Theater of Operations II (Chinees: 提督之決斷2) is een computerspel dat werd ontwikkeld en uitgegeven door KOEI. Het spel kwam in 1993 uit voor de PC-98. Het strategiespel gaat over het conflict tussen de Verenigde Staten en Japan tijdens de Tweede Wereldoorlog. De speler bestuurt de marineschepen van beide kampen en probeert elkaar te slim af te zijn. Het speelveld wordt van bovenaf weergegeven.

## Platforms
| Jaar | Platform                                       |
| ---- | ---------------------------------------------- |
| 1993 | PC-98                                          |
| 1994 | FM Towns                                       |
| 1995 | SNES                                           |
| 1996 | PlayStation, SEGA Saturn, Windows, Windows 3.x |

## Ontvangst
| Beoordeeld door                      | Platform    | Datum            | Score |
| ------------------------------------ | ----------- | ---------------- | ----- |
| Game Players                         | SNES        | februari 1996    | 90%   |
| High Score                           | Windows     | oktober 1996     | 80%   |
| High Score                           | Windows 3.x | oktober 1996     | 80%   |
| Video Games & Computer Entertainment | SNES        | januari 1996     | 70%   |
| GamePro (USA)                        | SNES        | maart 1996       | 60%   |
| Ultimate Gamer Magazine              | SNES        | januari 1996     | 60%   |
| GameSpot                             | SEGA Saturn | 19 december 1996 | 53%   |